# Maniquí de Nova Bretanya
El maniquí de Nova Bretanya (Lonchura melaena) és una espècie d'ocells estríldids de Papua Nova Guinea. S'ha estimat que el seu hàbitat aconsegueix els 20.000 a 50.000 km².
Es troba en prats secs tropicals i subtropicals. S'ha avaluat el seu estat de conservació com de baixa preocupació (LC).